# Stachylinoides arctata
Stachylinoides arctata är en svampart som beskrevs av Ferrington, Lichtw. & López-Lastra 1999. Stachylinoides arctata ingår i släktet Stachylinoides och familjen Harpellaceae.   Inga underarter finns listade i Catalogue of Life.